# Ptychoptera ressli
Ptychoptera ressli är en tvåvingeart som beskrevs av Günther Theischinger 1978. Ptychoptera ressli ingår i släktet Ptychoptera och familjen glansmyggor.
Artens utbredningsområde är Iran. Inga underarter finns listade i Catalogue of Life.